# Fanguangita
La fanguangita és un mineral de la classe dels fosfats.

## Característiques
La fanguangita és un fosfat de fórmula química (MoO₂)(PO₃OH)(H₂O)·3H₂O. Va ser aprovada com a espècie vàlida per l'Associació Mineralògica Internacional en el mes de març de l'any 2024, i encara resta pendent de publicació. Cristal·litza en el sistema triclínic.
Les mostres que van servir per a determinar l'espècie, el que es coneix com a material tipus, es troben conservades al Museu Mineral de la Universitat d'Arizona Alfie Norville, a Tucson (Arizona), amb el número de catàleg: 22734, i al projecte RRUFF, amb el número de mostra: R220031.

## Formació i jaciments
Va ser descoberta a la mina Freedom No. 2, a uns 5,6 km al nord-nord-est de la ciutat de Marysvale, a la part central del camp volcànic de Marysvale, dins el comtat de Piute (Utah, Estats Units). Aquest indret és l'únic de tot el planeta on ha estat descrita aquesta espècie mineral.